# Cattedrale dei Santi Pietro e Cecilia
La cattedrale dei Santi Pietro e Cecilia di Mar del Plata è la chiesa madre della diocesi di Mar del Plata in Argentina.

## Storia
La cattedrale venne inaugurata nel 1905. La chiesa ottenne il rango di basilica minore nel 1924. L'11 febbraio 1957, con l'istituzione della diocesi di Mar del Plata da parte di Pio XII, la chiesa ne divenne la cattedrale.

## Descrizione
L'edificio presenta uno stile neogotico e una struttura a tre navate.